# كيزيل-سو
كيزيل-سو (بالقرغيزية: Кызыл-Суу) (معروفة سابقا باسم بوكروفكا) هي قرية تقع في مقاطعة إيسيك كول في جمهورية قيرغيزستان.